# Teal Harle
Teal Harle (* 5. Oktober 1996 in Campbell River, British Columbia) ist ein kanadischer Freestyle-Skier. Er startet in den Disziplinen Slopestyle und Big Air.

## Werdegang
Harle nimmt seit 2013 an Wettbewerben der FIS und der AFP World Tour teil. Dabei erreichte er im März 2014 beim Showdown Throwdown Hoedown in Silver Star mit dem zweiten Platz im Slopestyle seine erste Podestplatzierung. In der Saison 2014/15 belegte er bei den Aspen Snowmass Freeskiing Open, bei den Canadian Open in Calgary und beim Dumont Cup im Sunday River Resort jeweils den zweiten Platz im Slopestyle. Zudem siegte er bei der Big-Air-Veranstaltung SnowCrown in Blue Mountain. Im März 2015 debütierte er in Silvaplana im Freestyle-Skiing-Weltcup und belegte dabei den 52. Platz im Slopestyle. Anfang März 2017 holte er im Slopestyle in Silvaplana seinen ersten Weltcupsieg und erreichte zum Saisonende den fünften Platz im Slopestyle-Weltcup. Im selben Monat kam er bei den Freestyle-Skiing-Weltmeisterschaften in Sierra Nevada auf den 13. Platz im Slopestyle. In der Saison 2017/18 erreichte er mit Platz drei im Big Air in Québec und Rang eins im Slopestyle in Mammoth den 14. Platz im Slopestyle-Weltcup und den zehnten Rang im Big-Air-Weltcup. Bei den Winter-X-Games 2018 in Aspen errang er den 18. Platz im Slopestyle und bei den Olympischen Winterspielen 2018 in Pyeongchang den fünften Platz im Slopestyle.